# Augusto Gil
Augusto César Ferreira Gil (parroquia de Lordelo do Ouro, Oporto 31 de julio de 1873-Guarda 26 de febrero de 1929) fue un abogado y poeta portugués, que vivió casi toda su vida en la ciudad de Guarda, donde colaboró y dirigió algunos periódicos locales.
Augusto Gil pasó la mayor parte de su vida en la ciudad más alta de Portugal, Guarda, la "sagrada Beira", cuyo paisaje se encuentra reflejado en muchos de sus poemas y de donde sus padres eran originarios. Aquí hizo sus primeros estudios y luego fue alumno del "Colegio de São Fiel" en Louriçal do Campo, tras lo cual regresó a Guarda. Más tarde se graduó en Derecho en la Universidad de Coímbra. Empezó a ejercer la abogacía en Lisboa, convirtiéndose más tarde en el director general de Bellas Artes.
En su poesía, se pueden apreciar influencias del parnasianismo y del simbolismo. 
Siendo influenciado por Guerra Junqueiro, João de Deus y por el lirismo de António Nobre, su poesía adquiere una perspectiva neorromántica nacionalista.
Uno de los ejemplos emblemáticos de su poesía en el marco de su faceta neorromántica, se expresa en su poema "Balada da neve" (Balada de la nieve):

Batem leve, levemente, como quem chama por mim. Será chuva? Será gente? Gente não é, certamente e a chuva não bate assim.

É talvez a ventania: mas há pouco, há poucochinho, nem uma agulha bulia na quieta melancolia dos pinheiros do caminho...
Quem bate, assim, levemente, com tão estranha leveza, que mal se ouve, mal se sente? Não é chuva, nem é gente, nem é vento com certeza.
Fui ver. A neve caía do azul cinzento do céu, branca e leve, branca e fria... - Há quanto tempo a não via! E que saudades, Deus meu!
Olho-a através da vidraça. Pôs tudo da cor do linho. Passa gente e, quando passa, os passos imprime e traça na brancura do caminho...
Fico olhando esses sinais da pobre gente que avança, e noto, por entre os mais, os traços miniaturais duns pezitos de criança...
E descalcinhos, doridos... a neve deixa inda vê-los, primeiro, bem definidos, depois, em sulcos compridos, porque não podia erguê-los!...
Que quem já é pecador sofra tormentos, enfim! Mas as crianças, Senhor, porque lhes dais tanta dor?!... Porque padecem assim?!...

E uma infinita tristeza, uma funda turbação entra em mim, fica em mim presa. Cai neve na Natureza - e cai no meu coração.
Llaman leve, levemente como si me llamaran a mí... ¿Será lluvia? ¿Será gente? No, gente no es ciertamente, y la lluvia no llama así. 

¿Será el viento? Tal vez... Hace un momento, un momentito, ni una hoja sola rompía la quieta melancolía de los pinos del sendero...
¿Quién llama así, levemente, con tan rara ligereza, que casi ni se oye ni se siente? No es la lluvia, ni es la gente, ni es el viento con certeza. 
Fui a ver. La nieve fría caía del azul grisaceo del cielo, blanca y leve, blanca y fría. .. ¡Hace cuánto tiempo que yo no te veía!  ¡Y qué nostalgia, Dios santo! 
La miro a través del vidrio de la ventana. Ha puesto todo en el color del lino. Pasa gente y al pasar, sus pasos se imprimen y se dibujan en la blancura del camino... 
Me quedo mirando esas señales de la pobre gente, y noto, entre los demás, los diminutos trazos de unos pequeños pies de niños...
Descalzos, doloridos; la nieve aún permite verlos. Primero bien definidos. Después en surcos largos, pues no podía subirlos...
Que quien ya es pecador sufra tormentos... ¡bien, sí!... ¡Mas los pequeños! ¡Señor!... ¿Por qué les das tal dolor? ¿Por qué padecen así? 

Y una profunda tristeza y una profunda emoción entra en mí, queda en mi presa. Nieva en la naturaleza y nieva en mi corazón.

Su nombre aparece en la lista de poetas colaboradores en la revista "As Quadras do Povo". (1909).

## Algunas de sus obras

### Poesía
- Obras poéticas:
- Musa Cérula (1894)
- Versos (1898)
- Luar de Janeiro (1909)
- O Canto da Cigarra (1910)
- Sombra de Fumo (1915)
- O Craveiro da Janela (1920)
- Avena Rústica (1927)
- Rosas desta Manhã (1930).
- A balada de neve (1909)

### Crónicas
- Gente de Palmo e Meio (1913).